# Agay (Fluss)
Der Agay, im Mittellauf als Grenouillet bezeichnet, ist ein temporäres Fließgewässer im Südosten Frankreichs, das im Département Var in der Region Provence-Alpes-Côte d’Azur verläuft. Es entspringt im Esterel-Gebirge, fließt überwiegend in etwa südwestlicher Richtung, dreht dann auf Südost und mündet nach 11 km bei der Ortschaft Agay in das Mittelmeer.